# Narong
Narong ist ein thailändischer männlicher Vorname.

## Bedeutung
Der Name bedeutet in der thailändischen Sprache ‚Krieger‘ oder ‚Schlacht‘.

## Varianten
Varianten bzw. Erweiterungen sind Narongchai, Narongkorn, Narongrit und Narongsak.

## Namensträger
- Narong Benjaroon (* 1986), thailändischer Diskuswerfer
- Narong Bhornchima (* 1938), thailändischer Badmintonspieler
- Narong Chansawek (* 1986), thailändischer Fußballspieler
- Narong Kittikachorn (1933–2024), thailändischer Heeresoffizier (Oberst) und Politiker
- Narong Prangcharoen (* 1973), thailändischer Komponist
- Narong Wisetsri (* 1976), thailändischer Fußballspieler
- Narong Wongthongkam (* 1982), thailändischer Fußballspieler